# Sancho I. (Mallorca)
Sancho von Mallorca, genannt „der Friedliche“ (katalanisch: Sanç de Mallorca; * 1277 in Montpellier; † 4. September 1324 in Formiguères, Capcir) stammte aus dem Haus Barcelona und war König von Mallorca, Graf von Cerdanya und Roussillon sowie Herr von Montpellier.

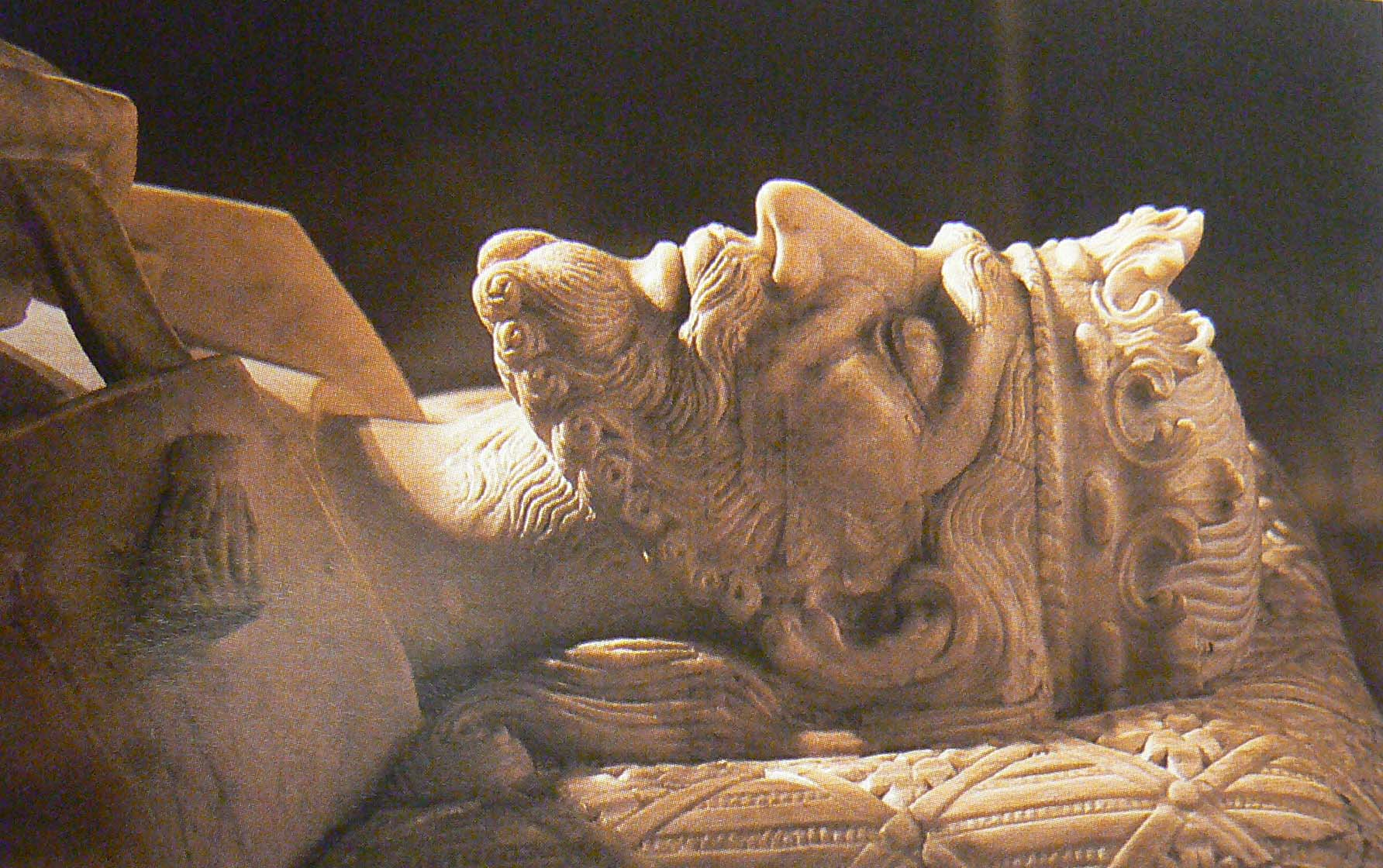
Liegefigur (gisant) Sanchos I. von Mallorca in der Kathedrale von Perpignan, 1947

## Biografie
Sancho I. war ein Sohn König Jakobs II. von Mallorca und dessen Ehefrau Esclarmonde von Foix. Zusammen mit seiner Familie erlebte Sancho die Kindheit in der Gefangenschaft seines Onkels König Peter III. von Aragón, der 1285 Mallorca besetzt hatte. Er lebte zunächst in Perpignan und Torroella de Montgrí, dann in Barcelona. Nach seiner Flucht wurde er am Hof des Königs Philipp IV. von Frankreich erzogen. Dieser handelte im Jahr 1295 im Frieden von Anagni mit Aragon aus, die Rückkehr der königlichen Familie nach Mallorca zu ermöglichen, wenn auch als Vasall Aragóns. Nachdem Sancho im Jahr 1311 seinen Vater beerbte, verbesserte er die Beziehungen zu seinem Vetter, König Jakob II. von Aragón, dem er 1312 huldigte und ihn im Krieg gegen Genua um Sardinien und Korsika unterstützte. Mit Frankreich lag Sancho um den Besitz von Montpellier im Streit. Innenpolitisch musste er die jährliche Erneuerung des Consell General wieder einführen und baute den Küstenschutz Mallorcas gegen das Seeräuberunwesen aus.
Sancho heiratete 1304 Marie d'Anjou, eine Tochter König Karls II. von Neapel, mit der er aber keine Kinder bekam. Deshalb bestimmte er testamentarisch seinen Neffen Jakob III., einen Sohn des Infanten Ferdinand, zum Thronfolger. Sancho wurde in der Kathedrale von Perpignan bestattet.